# Kol & Co

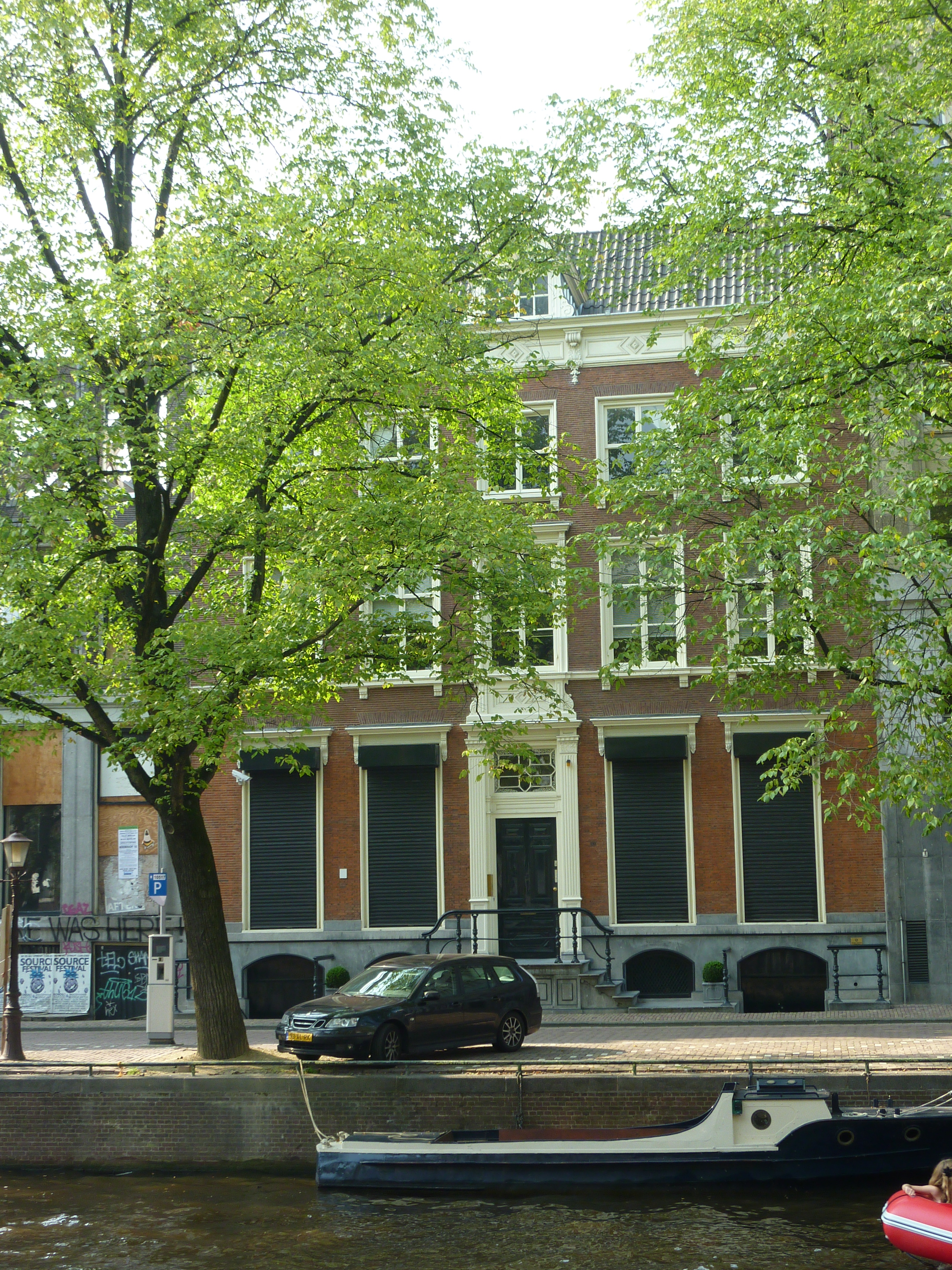
Herengracht 130

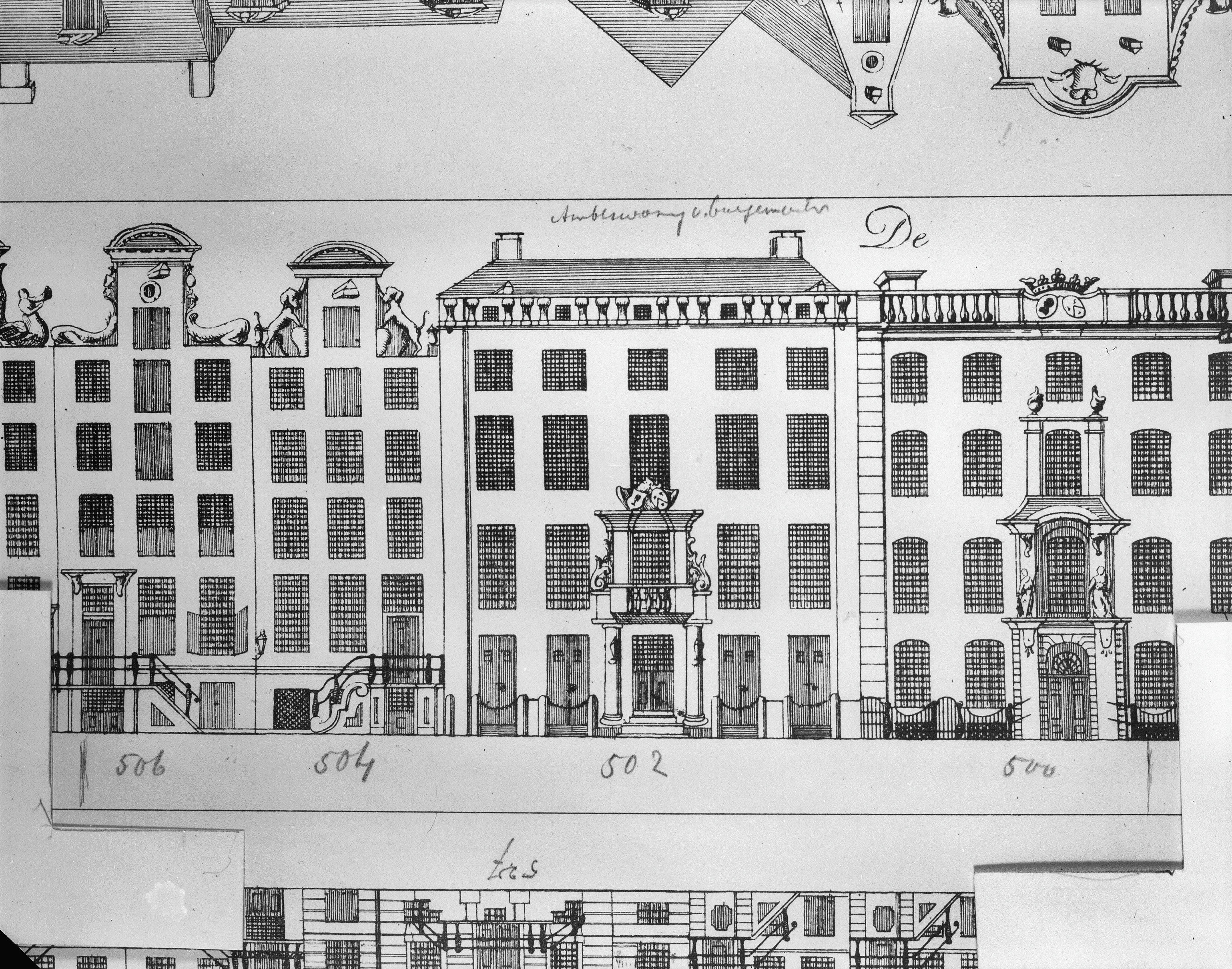
Herengracht 500 - 506

Kol & Co was een commissionair in effecten in Amsterdam, het kantoor was aan de Herengracht 130. Dit pand werd in 1883 gekocht door Jan Kol, commissionair in effecten te Utrecht. De firma werd in 1972 overgenomen door de Britse bank Barclays.

## Geschiedenis
Jan Kol (1849-1919), lid van de familie Kol en zoon van Everard Henri Kol van de Utrechtse Bank Vlaer & Kol wilde niet onder zijn vader werken en opende daarom in Amsterdam een eigen kantoor. In 1871 opent hij dan ook samen met D.Boissevain het commisionairshuis Kol & Boissevain. Er werd kantoor gehouden in de passage Wijnand Fockink in de Damstraat. Na het overlijden van Boissevain zet Kol de zaak voort onder zijn eigen naam, Jan Kol. In 1883 betrekt de firma het pand aan de Herengracht 130. Wanneer de gezondheid van zijn vader achteruit gaat vertrekt Jan Kol naar Utrecht om de leiding van Vlaer & Kol over te nemen en krijgt zijn jongere broer Everard Kol (1859-1935) de leiding over de Amsterdamse vestiging.
In 1900 verandert de naam naar Jan Kol & Co, waar de drie gebroeders Kol samen met Martinus van Regteren Altena firmanten zijn. Everard Kol is degene die kantoor houdt in Amsterdam. In 1906 wordt Gustav Adolf Heubel (1876-1952), kleinzoon van Everard Henri Kol, firmant. In 1910 verlaat Van Regteren Altena de firma en houden Everard Kol en Heubel kantoor in Amsterdam.
De firma Jan Kol & Co wordt in november 1913 ontbonden en gaat vanaf dezelfde datum verder onder de naam Kol & Co. Firmanten zijn Everard Kol, Gustav Adolf Heubel en Willem Margriet Johan van Lutterveld. Als stille vennoot treedt de derde broer Herman Friedrich Kol van Ouwerkerk op. Vanaf 1 januari 1917 zijn de enige twee firmanten Everard Kol en Gustav Adolf Heubel. In 1919 treedt weer een andere kleinzoon van Everard Henri Kol, Willem Adriaan Rasch (1890-1979) als firmant toe die vervolgens in 1923 naar Vlaer en Kol in Utrecht vertrekt. In 1921 richt Kol & Co samen met de firma's E. van der Meer's effectenkantoor, Jonas & Kruseman en Jarman & Zoonen de NV Hollandsche Administratie-Kantoor voor Duitsche Waarden op. Dit kantoor wil voorlichting geven over de Duitse aandelen en obligaties die in die jaren populair zijn bij beleggers. Vijf jaar later introduceert de firma certificaten op de Amsterdamse beurs die aandelen van Duitse bedrijven, zoals Disconto-Gesellschaft, Deutsche Bank en IG Farben vertegenwoordigen.

## Tweede Wereldoorlog
In 1939 betaalde Kol & Co 660.000 gulden aan Walter Schulze-Bernett, die daar buitenlandse agenten van de Duitse inlichtingendienst, de abwehr, van betaalde. Ook de uitbetaling van abwehragenten in Engeland liep via Kol & Co, zij kregen betaald van de rekening die de firma bij een Engelse bank had. Waarschijnlijk werd ook een postbus van het bedrijf gebruikt door de inlichtingendienst.
Aan het eind van de oorlog fuseert Kol & Co met de commisionairsfirma J.H Roelofsz & Zn. Na de oorlog wordt door het Beheersinstituut beslag gelegd op de boedel van de firma vanwege het Joods vermogen dat verkocht was. Hans Meyer Swantée, neef van Heubel en junior firmant zette na de bevrijding Heubel uit de firma.

## Na de oorlog
Wanneer Lufthansa naar de beurs gaat verdient Kol & Co daar goed aan. Het pand waar de firma in zit staat scheef en het geld wat met Lufthansa is verdiend wordt dan ook uitgegeven aan de fundering van het pand. In 1966 fuseerde Kol & Co met de firma Patijn, van Notten & Co. Vanaf januari dat jaar werden firmanten bij beide firma's ingeschreven en gaan ze onder gezamenlijke rekening verder. Er wordt kantoor gehouden bij Kol & Co aan de Heerengracht.

## Overname door Barclays
In 1972 wordt Kol & Co overgenomen door Barclays. Voor Kol & Co was de belangrijkste drijfveer om overgenomen te worden de problemen met de opvolging. Doordat Kol & Co een vennootschap onder firma was, moest de opvolger zijn eigen kapitaal inbrengen. Met de fusie is dit probleem opgelost. De nieuwe firma verhuist naar Herengracht 500. Kol & Co en Barclay's hebben de firma Barclay's Kol & Co NV opgericht waar Barclay's een meerderheidsbelang in heeft van 75 procent. Alleen de jongste firmant P.K.H. Meyer Swantee bleef werkzaam in de nieuwe firma als algemeen directeur. De andere directieleden waren de Nederlanders N.G. van Nieuwkerk en M. Philipse en de Engelsman M.J.C. Tress. Ook de Engelsman D.J. Ford was directielid.
In 1979 vertrekt Meyer Swantee en wordt hij, na een jaar commissaris bij het bedrijf te zijn geweest, voorzitter van de Scheepvaartvereniging Zuid (SVZ, de vereniging van werkgevers in de Rotterdamse haven). In 1983 richt hij 'Optimix Vermogensbeheer NV' op.